# Bustyaháza
Bustyaháza (1899-ig Falu-Bustyaháza, ukránul: Буштино [Bustino], oroszul: Буштинa [Bustyina], szlovákul: Buštín, románul: Bustea) szeliscse Ukrajnában, Kárpátalján, a Técsői járásban.

## Földrajz
A Técsői járás nyugati szélén, a járásközpont Técsőtől 8 km-re északnyugatra, Ungvártól 130 km-re délkeletre található. A Tisza jobb partján fekszik, a Talabor tiszai torkolatánál. Handelbustyaháza tartozik hozzá.

## Nevének eredete
Neve a román Bustea személynévből ered.

## Történelem
Első írásos említése 1373-ból származik, ekkor a Balk nemzetség birtoka volt. 1389-ben Bustohaza néven említik, már a Drágh grófok tulajdonában.
Lakosainak jelentős része évszázadokon át a máramarosi bányákban kitermelt só szállításával foglalkozott; a 18. század elejétől sóhivatal is működött a településen. A Rákóczi-szabadságharc leverése után több hullámban német betelepülők érkeztek. A 19. század elején indult meg az intenzív erdőgazdálkodás, több fűrésztelep és fafeldolgozó létesült. Magyarok a 18. századtól települtek be, nagyobb számban pedig az 1900-as évek elején, mint a fafeldolgozó iparban dolgozó mérnökök és szakmunkások.
Görögkatolikus és római katolikus temploma a 18. és 19. században épült. 1910-ben 2056, többségben ruszin lakosa volt, jelentős német és magyar kisebbséggel. A trianoni békeszerződés előtt Máramaros vármegye Técsői járásához tartozott.
1957-től városi jellegű település. 1958-ban a katolikus templomot államosították, s csak 1989-ben szolgáltatták vissza. A plébániaépület 1995-re épült fel. 1989-ben megalakult a KMKSZ helyi szervezete. Az 1990-es években magyar énekkar is működött, utánpótlás hiányában azonban 2002-ben feloszlott. Érdeklődés hiányában szűnt meg a 2005-ben indult fakultatív magyarnyelv-oktatás is.
Határában a Tisza partján 1300 férőhelyes, parkerdővel övezett gyermekváros működik.

## Önkormányzat és közigazgatás
A KMKSZ helyi szervezete 2011-ben 250 tagot számlált. A 2010-es helyhatósági választásokon négy KMKSZ–UMP-s képviselő szerzett mandátumot a nagyközségi tanácsban.

## Népesség
Ma 8500 lakosából 400 fő magyar. A németség az évtizedek folyamán beolvadt.
A Bustyaházai Római Katolikus Egyházközség 350 tagot számlál.

## Gazdaság
A fő foglalkoztatók korábban a műszergyár és a fafeldolgozó kombinát voltak, azonban előbbi ma lényegesen alacsonyabb létszámmal működik, utóbbi pedig 2000-ben bezárt. Sokan azóta magánvállalkozóként, ácsként, vagy moszkvai, szentpétervári építkezéseken dolgoznak.

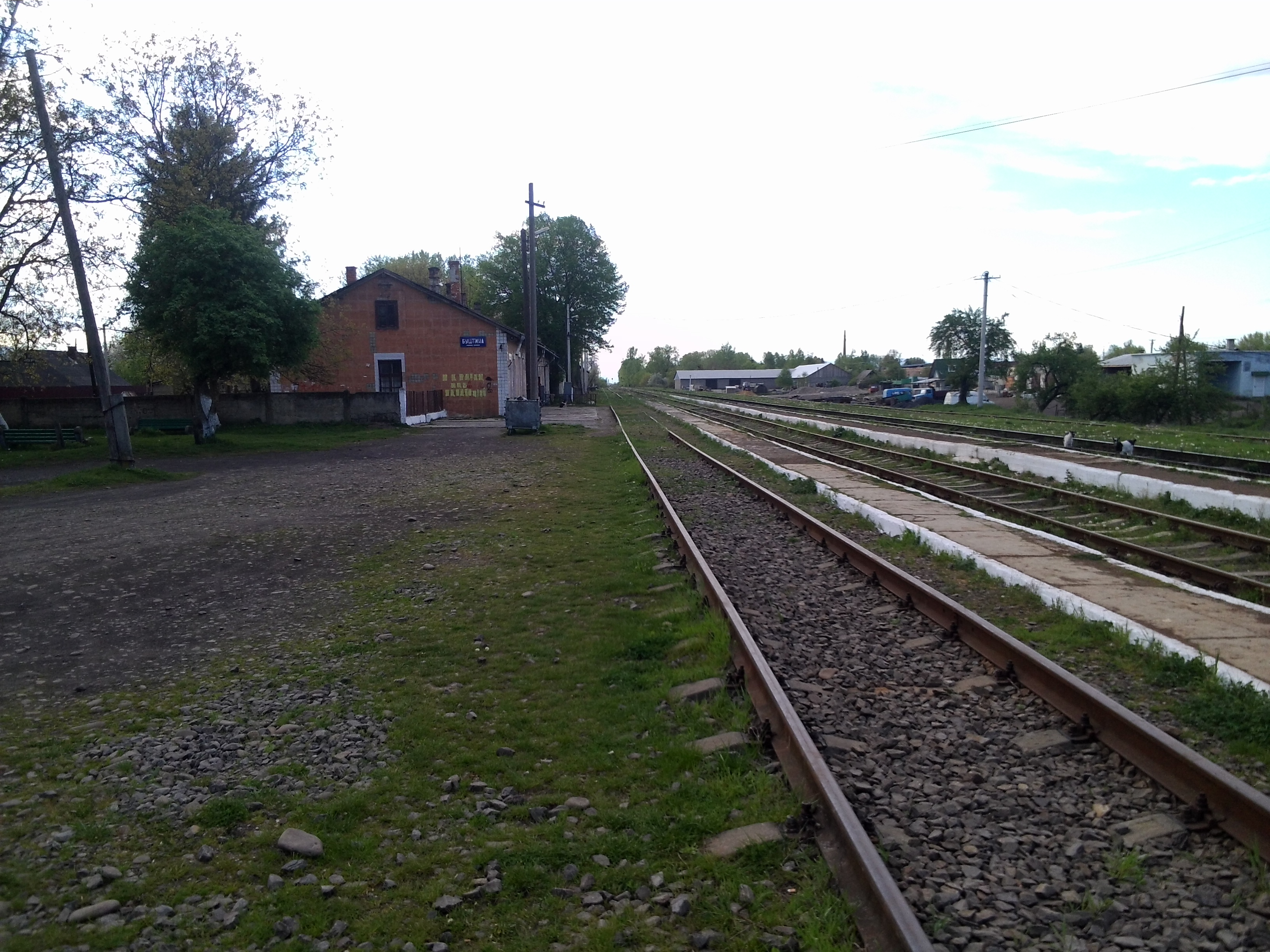
Bustyaháza vasútállomása

## Közlekedés
A települést érinti a Bátyú–Királyháza–Taracköz–Aknaszlatina-vasútvonal.
Az Ungvár–Rahó főúton sűrű autóbusz-forgalom bonyolódik.

## Kultúra
2001 óta működik a Munkácsi római katolikus egyházmegye által megvásárolt épületben működő, Técsői Szent István Karitász által fenntartott Bustyaházai Szent Erzsébet Katolikus Óvoda. 2011-ben 42 gyermek járt az óvodába, közülük 6 magyar, 25 vegyes házasságból származó és 11 ruszin.

## Turizmus
A Talabor alsó szakaszán szabadstrand működik, mely a nyári időszakban a szomszédos településekről is vonz fürdőzőket.
- Néprajzi múzeum

## Személyek
- Itt született 1881. január 7-én Hénel Gusztáv festőművész.
- Itt született 1993-ban Alina Pash énekesnő, aki eredetileg képviselte volt Ukrajnát a 2022-es Eurovíziós Dalfesztiválon